# Izidor Rejc
Izidor Rejc, slovenski politik, poslanec, ekonomist, gospodarstvenik, pesnik in pisatelj, * 5. november 1936.

## Življenjepis
Leta 1992 je bil izvoljen v 1. državni zbor Republike Slovenije; v tem mandatu je bil član naslednjih delovnih teles:
- Komisija za spremljanje in nadzor lastninskega preoblikovanja družbene lastnine (predsednik),
- Komisija za evropske zadeve,
- Odbor za gospodarstvo in
- Odbor za nadzor proračuna in drugih javnih financ.